# (3161) Beadell
(3161) Beadell (1980 TB5) ist ein ungefähr 14 Kilometer großer Asteroid des mittleren Hauptgürtels, der am 9. Oktober 1980 von der US-amerikanischen Astronomin Carolyn Shoemaker am Palomar-Observatorium am Palomar Mountain etwa 80 Kilometer nordöstlich von San Diego (IAU-Code 675) entdeckt wurde.

## Benennung
(3161) Beadell wurde nach dem australischen Geodäten und Straßenbauer Len Beadell (1923–1995) benannt, der in den 1940er- und 1950er-Jahren verantwortlich für die Erschließung der letzten abgelegenen Wüstengebiete in Central Australia. Beadell wird manchmal auch als der „letzte australische Entdecker“ bezeichnet. Eine seiner bekanntesten Straßen ist die 1420 Kilometer lange Gunbarrel Highway.